# 大森南
大森南（おおもりみなみ）は、東京都大田区の地名。現行行政地名は大森南一丁目から大森南五丁目。住居表示実施済区域。

## 地理
東京都大田区の南東部に位置する。地域北部は大森東に接する。地域東部は京浜運河に接し、昭和島になる。地域南東部は海老取川に接し、これを境に羽田空港と接する。地域南部は呑川に接し、これを境に東糀谷に接する。地域西部は国道131号（産業道路）に接し、これを境に北糀谷に接する（地名はいずれも大田区）。地内では住宅地と工業用地が混在している。町域東端を首都高速1号羽田線と東京モノレール羽田空港線が通っているが、高速道路の出入口や鉄道駅は設けられていない。

### 地価
住宅地の地価は、2024年（令和6年）7月1日の地価調査によれば、大森南1-19-11の地点で42万1000円/m2となっている。

## 歴史
第二次世界大戦前までは当地に森ヶ崎鉱泉（1901年（明治34年）湧泉）と海水浴場があり、東京近郊の保養地として賑わっていた。現在、大森寺（だいしんじ）に森ヶ崎鉱泉源泉碑がある。
1938年（昭和13年）8月24日に大森民間機空中衝突墜落事故が森ケ崎町上空にて発生。民間航空機同士による空中衝突による航空事故で、墜落した両航空機の乗員全員が即死したほか、機体に残っていた燃料の爆発に巻き込まれ多くの住民も犠牲になった。最終的な犠牲者は85人とされている。
葬儀は同年8月29日に大森第四小学校の校庭で執り行われた。

## 世帯数と人口
2024年（令和6年）4月1日現在（東京都発表）の世帯数と人口は以下の通りである。
| 丁目         | 世帯数    | 人口     |
| ------------ | --------- | -------- |
| 大森南一丁目 | 1,490世帯 | 2,907人  |
| 大森南二丁目 | 2,353世帯 | 4,541人  |
| 大森南三丁目 | 1,653世帯 | 3,112人  |
| 大森南四丁目 | 459世帯   | 843人    |
| 大森南五丁目 | 810世帯   | 1,532人  |
| 計           | 6,765世帯 | 12,935人 |

### 人口の変遷
国勢調査による人口の推移。
| 年                 | 人口   |
| ------------------ | ------ |
| 1995年（平成7年）  | 11,533 |
| 2000年（平成12年） | 11,420 |
| 2005年（平成17年） | 11,958 |
| 2010年（平成22年） | 12,758 |
| 2015年（平成27年） | 13,199 |
| 2020年（令和2年）  | 13,585 |

### 世帯数の変遷
国勢調査による世帯数の推移。
| 年                 | 世帯数 |
| ------------------ | ------ |
| 1995年（平成7年）  | 4,761  |
| 2000年（平成12年） | 4,894  |
| 2005年（平成17年） | 5,295  |
| 2010年（平成22年） | 5,757  |
| 2015年（平成27年） | 6,098  |
| 2020年（令和2年）  | 6,488  |

## 学区
区立小・中学校に通う場合、学区は以下の通りとなる（2023年3月時点）。
| 丁目         | 番地                                                                                        | 小学校                 | 中学校                 |
| ------------ | ------------------------------------------------------------------------------------------- | ---------------------- | ---------------------- |
| 大森南一丁目 | 4番の一部、5〜11番 12番の一部、17番の一部 18番の一部、22番の一部                            | 大田区立大森第四小学校 | 大田区立大森第一中学校 |
| 大森南一丁目 | 1〜3番、4番の一部 12番の一部、13〜16番 17番の一部、18番の一部 19〜21番、22番の一部 23〜24番 | 大田区立東糀谷小学校   | 大田区立糀谷中学校     |
| 大森南二丁目 | 17番の一部、18番 19番の一部                                                                 | 大田区立東糀谷小学校   | 大田区立糀谷中学校     |
| 大森南二丁目 | 1〜16番、17番の一部 19番の一部、20〜25番                                                    | 大田区立大森第四小学校 | 大田区立大森第一中学校 |
| 大森南三丁目 | 全域                                                                                        | 大田区立大森第四小学校 | 大田区立大森第一中学校 |
| 大森南四丁目 | 全域                                                                                        | 大田区立大森第四小学校 | 大田区立大森第一中学校 |
| 大森南五丁目 | 全域                                                                                        | 大田区立大森第四小学校 | 大田区立大森第一中学校 |

## 事業所
2021年（令和3年）現在の経済センサス調査による事業所数と従業員数は以下の通りである。
| 丁目         | 事業所数  | 従業員数 |
| ------------ | --------- | -------- |
| 大森南一丁目 | 148事業所 | 1,100人  |
| 大森南二丁目 | 217事業所 | 1,968人  |
| 大森南三丁目 | 150事業所 | 1,127人  |
| 大森南四丁目 | 127事業所 | 2,011人  |
| 大森南五丁目 | 83事業所  | 666人    |
| 計           | 725事業所 | 6,872人  |

### 事業者数の変遷
経済センサスによる事業所数の推移。
| 年                 | 事業者数 |
| ------------------ | -------- |
| 2016年（平成28年） | 763      |
| 2021年（令和3年）  | 725      |

### 従業員数の変遷
経済センサスによる従業員数の推移。
| 年                 | 従業員数 |
| ------------------ | -------- |
| 2016年（平成28年） | 6,379    |
| 2021年（令和3年）  | 6,872    |

## 交通
地内に鉄道駅はない。西方の京急本線大森町駅や梅屋敷駅、あるいは、北東方の東京モノレール羽田空港線昭和島駅の利用のほか、大森駅や蒲田駅からのバス路線の利用が多い。

## 施設
- 大田区立大森第一中学校
- 大田区立大森第四小学校
- 東京労災病院
- 新京浜病院
- 大田区立桜梅公園
- 大田区立森ケ崎公園
- 大田区立旧呑川緑地（北端の大森東との境界部）
- 大森寺
- 東京都下水道局森ケ崎水再生センター
- 池上自動車教習所
- 前川試験機製作所
- 中條電機製作所
- 共和工業
- 花形電機
- 小松ばね工業
- 浅羽製作所
- シェイク映像撮影所
- 日新電気

### 公園
森ケ崎海岸公園（もりがさきかいがんこうえん）は、大森南四丁目・五丁目にある緑道公園で、北を旧呑川の東端、南は大田区立大森第一中学校付近までの京浜運河沿いに広がる散策路になっている。遊歩道沿いに樹木や草花なども見られる。緑道途中で森ヶ崎水再生センターに接している。都立海上公園の大森緑道公園が2013年4月1日付で大田区に移管された公園である。
- 開園年月日：1979年4月1日
- 面積：7,511.42m2
- 大森駅・蒲田駅より「森ヶ崎」行きバス（京急バス）で終点「森ヶ崎」下車。

## その他

### 日本郵便
- 郵便番号 : 143-0013[2]（集配局 : 大森郵便局[18]）。